# Liste des présidents de l'Ossétie du Sud-Alanie
La liste des présidents de l'Ossétie du Sud présente l'ensemble des chefs de l’État d'Ossétie du Sud, république du Caucase dont l'indépendance est contestée.

## Présidents du Parlement
| Nom              | Début du mandat   | Fin du mandat     | Parti       | Notes |
| ---------------- | ----------------- | ----------------- | ----------- | ----- |
| Znaur Gassiev    | 26 novembre 1991  | 29 décembre 1991  | Indépendant |       |
| Torez Kulumbegov | 29 décembre 1991  | 23 septembre 1993 | Indépendant |       |
| Lyudvig Chibirov | 23 septembre 1993 | 27 novembre 1996  | Indépendant |       |

## Présidents
| Nom              | Début du mandat  | Fin du mandat    | Parti        | Notes          |
| ---------------- | ---------------- | ---------------- | ------------ | -------------- |
| Lyudvig Chibirov | 27 novembre 1996 | 18 décembre 2001 | Indépendant  |                |
| Edouard Kokoïty  | 18 décembre 2001 | 10 décembre 2011 | Parti Unité  | Démissionnaire |
| Vadim Brovtsev   | 11 décembre 2011 | 19 avril 2012    | Parti Unité  | Par intérim    |
| Leonid Tibilov   | 19 avril 2012    | 21 avril 2017    | Indépendant  |                |
| Anatoli Bibilov  | 21 avril 2017    | 24 mai 2022      | Ossétie unie |                |
| Alan Gagloïev    | 24 mai 2022      | en fonction      | Nykhaz       |                |